# گوئپسا
گوئپسا (انگلیسی: Güepsa) نام یک منطقه مسکونی در کلمبیا است.